# Parijse symfonieën
De Parijse symfonieën is een overkoepelende term die slaat op een reeks van 6 door Joseph Haydn gecomponeerde symfonieën. Ze werden geschreven tussen 1785 en 1786. Haydn schreef ze in opdracht van graaf d'Ogny, die ze wilde laten uitvoeren door het Concert de la Loge Olympique in Parijs.

## Parijse symfoniereeks
- Symfonie nr. 82 in C majeur, de beer (1786)
- Symfonie nr. 83 in g mineur, de kip (1785)
- Symfonie nr. 84 in E majeur, In Nomine Domini (1786)
- Symfonie nr. 85 in B majeur, La Reine (ca. 1785)
- Symfonie nr. 86 in D majeur (1786)
- Symfonie nr. 87 in A majeur (1785)